# Новый железнодорожный мост (Белград)
Новый железнодорожный мост (серб. Novi železnički most/Нови железнички мост) — железнодорожный вантовый мост через реку Саву в Белграде, Сербия. Расположен между железнодорожными станциями «Нови Београд» и «Прокоп». Первый вантовый железнодорожный мост в мире.

## История
Проект моста разработали академик Никола Хайдин (Nikola Hajdin/Никола Хајдин) и инженер Любомир Евтович (Ljubomir Jevtović/Љубомир Јевтовић).
Заказчиком строительства моста выступила Дирекция по строительству Белградского железнодорожного комплекса (Direkcija za izgradnju Beogradskog železnickog cvora/Дирекција за изградњу Београдског железничког цвора), главным подрядчиком являлась сербская компания GP «Mostogradnja». Строительство моста началось в 1974 году. Мост был открыт для движения в 1979 году.

## Конструкция
Общая длина моста составляет 1928 м. Мост состоит из русловой вантовой части и подходов к мосту со стороны левого и правого берега, выполненных в виде неразрезных преднапряжённых железобетонных балок. Левобережная часть имеет длину 791,36 м, правобережная — 578,76 м.
Схема разбивки на пролёты центральной части моста — 52,74 + 85,00 + 50,00 + 254,00 + 50,00 + 64,20 = 555,94 м. Ширина моста составляет 14,5 м. Возвышение низа конструкции моста над расчетным судоходным уровнем — 16,0 м. Мост предназначен под двухпутное железнодорожное движение. Также предусмотрены тротуары шириной 1 м с каждой стороны моста.
Балка жесткости состоит из двух раздельных коробок, объединённых с помощью ортотропной плиты балластного корыта и сквозных поперечных диафрагм. Мостовое полотно с ездой на балласте было выбрано с целью увеличения постоянной нагрузки, что для мостов под железную дорогу имеет большое значение, так как при этом уменьшаются прогибы системы от временной нагрузки. Каждая коробка балки жесткости имеет размеры 3,2×4,43 м. Горизонтальные и вертикальные листы коробки усилены против потери устойчивости продольными внутренними ребрами жесткости. Через каждые 15 м в коробках даны поперечные связи, к поперечным ребрам ортотропной плиты здесь добавляются сквозные фермы, образующие вместе с поперечными связями внутри коробок жесткие поперечные диафрагмы. Толщина листов коробок от 12 до 50 мм.
Оттяжки пролётного строения заанкерены в береговые неразрезные пролётные строения посредством специальных анкерных элементов.

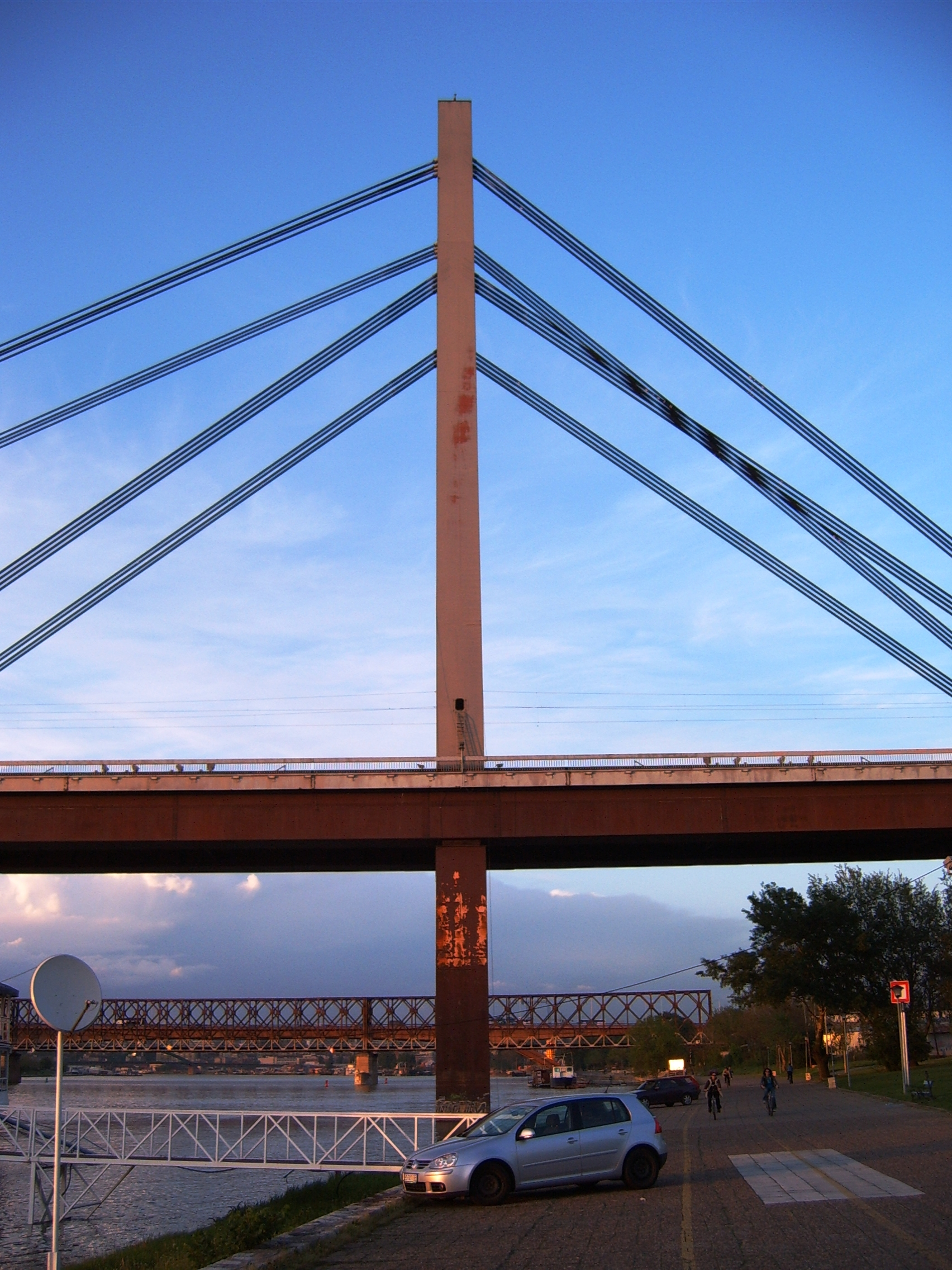
Пилон моста

Канаты вант моста из параллельных проволок диаметром 7 мм в количестве 240—290 заключены в полиэтиленовые трубки диаметром 180 мм при толщине их до 12 мм. Этот тип вант применялся в строительстве вантовых мостов впервые и затем стал преобладающим при проектировании вантовых мостов во всем мире.
Пилоны моста сооружены из стали. Стойки пилонов заделаны в балку жесткости. Продолжением стоек служат стальные столбы, на которые балка опирается через неопреновые опорные части. Высота пилона над балкой жесткости 52,5 м.
Каждая стойка представляет собой стальную коробку. В поперечной к оси моста плоскости ширина её сечения постоянна — 1940 мм, а в продольной плоскости высота уменьшается снизу вверх с 3100 до 2550 мм.
Стальные листы, образующие коробку, имеют толщину от 20 до 50 мм и усилены тавровыми ребрами жесткости. Через каждые 5 м поставлены поперечные диафрагмы. Монтажные элементы стоек длиной до 19,5 м соединены между собой на сварке, кроме ребер жесткости, которые состыкованы на высокопрочных болтах.
В верхней части на уровне между точками присоединения вант к пилону ноги соединены портальной распоркой коробчатого сечения размерами 2,02×1,2 м, чем увеличена устойчивость стоек в поперечной плоскости.
Основание пилонов моста — кессоны. Остальные промежуточные опоры опираются на свайное основание, состоящее из свай диаметром 1,5 м и длиной около 17 м.
По заказу Городского правительства Белграда сербская компания «Svetlost teatar» спроектировала и установила на мосту художественную подсветку.